# Patane V
Patane V is een bestuurslaag in het regentschap Toba Samosir van de provincie Noord-Sumatra, Indonesië. Patane V telt 844 inwoners (volkstelling 2010).